# Nedystoma
Nedystoma — рід риб з родини Арієві ряду сомоподібних. Мав 2 види: Nedystoma dayi та Nedystoma novaeguineae, але другий із них був перенесений до роду Doiichthys. Таким чином, рід Nedystoma став монотипним.

## Опис
Загальна довжина представників цього роду коливається від 15 до 20 см. Голова конусоподібна. Очі помірно великі. Верхня щелепа трохи піднята догори. Є 3 пари вусів, з яких нижня пара доволі довга. Тулуб кремезний, звужується до хвоста. Спинний плавець високий, широкий, з короткою основою та 7-8 м'якими променями та 1 жорстким променем. Грудні та черевні плавці витягнуті, з короткою основою. Жировий плавець середньої довжини. Анальний плавець великий і довгий. Хвостовий плавець розвинений, сильно розділено.

## Спосіб життя
Є демерсальними рибами. Воліють прісні або солонуваті каламутні річки з в'язкими мулистими берегами. Активні переважно у присмерку. Живляться переважно личинками водних комах.

## Розповсюдження
Є ендеміками о. Нової Гвінеї.

## Види
- Nedystoma dayi